# Łukasz Żal

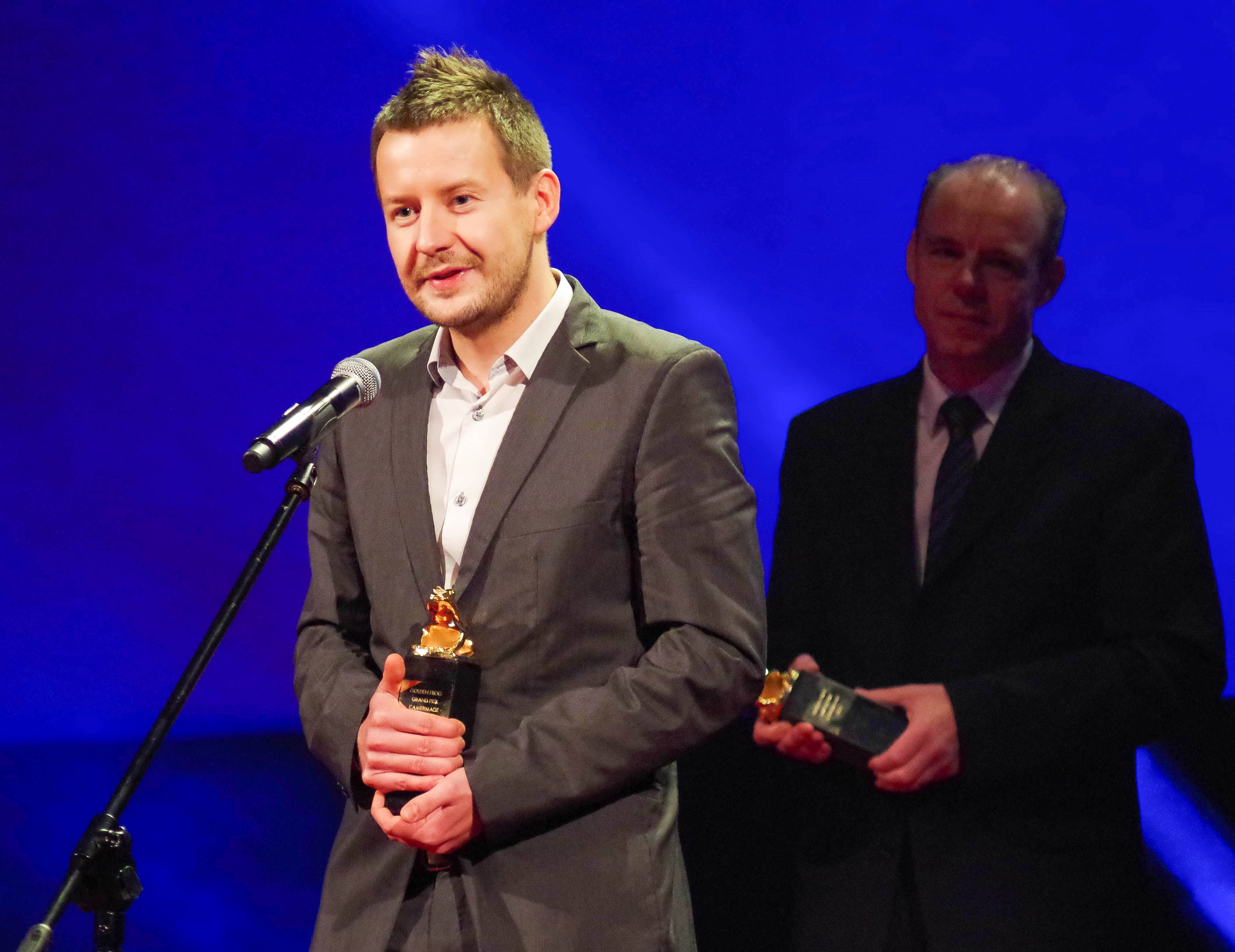
Żal ze Złotą Żabą festiwalu Camerimage 2013

Łukasz Żal (ur. 24 czerwca 1981 w Koszalinie) – polski operator filmowy, dwukrotnie nominowany do Oscara za zdjęcia do filmów Ida oraz Zimna wojna.

## Życiorys
W 2007 ukończył studia na Wydziale Operatorskim Państwowej Wyższej Szkoły Filmowej, Telewizyjnej i Teatralnej im. Leona Schillera w Łodzi. Pracę zawodową zaczynał jako reżyser i twórca zdjęć do etiud szkolnych, był później operatorem kamery m.in. w serialu Daleko od noszy i w filmie U Pana Boga za miedzą w reżyserii Jacka Bromskiego. Pracował następnie przy filmach dokumentalnych i krótkometrażowych, tj. Paparazzi (2011), Odwyk (2011), Norbert Juras i syn (2011), Lewa połowa twarzy (2013), Arena (2013).
W 2013 był autorem zdjęć do filmu dokumentalnego Joanna, nominowanego do Oscara w kategorii „najlepszy krótkometrażowy film dokumentalny”. W tym samym roku pracował wraz z Ryszardem Lenczewskim przy wielokrotnie nagradzanym filmie Ida. Autorzy zdjęć do tej produkcji zostali uhonorowani nominacjami do Oscara w kategorii „najlepsze zdjęcia” oraz do Nagrody Brytyjskiej Akademii Filmowej, a także Europejską Nagrodą Filmową, nagrodą za zdjęcia na Festiwalu Filmowym w Gdyni, nagrodami na festiwalach w Mińsku i Bukareszcie, Złotą Żabą na Camerimage, Nagrodą za zdjęcia do filmu fabularnego Stowarzyszenie Autorów Zdjęć Filmowych i nominacją do Orła.
Autor zdjęć również do Zimnej wojny z 2018, kolejnego nagradzanego filmu Pawła Pawlikowskiego. Łukasz Żal otrzymał za nie Nagrodę Amerykańskiego Stowarzyszenia Operatorów Filmowych, nagrodę za osiągnięcia techniczne w ramach London Critics’ Circle Film Awards, Srebrną Żabę na Camerimage, Orła, a także nominację do Nagrody Brytyjskiej Akademii Filmowej oraz nominację do Oscara.
Łukasz Żal jest autorem zdjęć do filmu Jonathana Glazera Strefa interesów, który miał premierę w 2023 na 76. Międzynarodowym Festiwalu Filmowym w Cannes. Za te zdjęcia Łukasz Żal otrzymał kolejną nominację do Nagrody Brytyjskiej Akademii Filmowej, a także dwie nagrody na festiwalach: IndieWire Critics Poll (czwarte miejsce) oraz National Society of Film Critics (drugie miejsce).
Za wykonane do Strefy interesów zdjęcia Łukasz Żal uzyskał także osiem nominacji do innych nagród:
- Alliance of Women Film Journalists (AWFJ)[10],
- Nagroda Brytyjskiej Akademii Filmowej (BAFTA)[11],
- Chicago Film Critics Association (CFCA)[12],
- Florida Film Critics Circle Awards[13],
- Indiana Film Journalists Association[14],
- San Francisco Bay Area Film Critics Circle Awards[15],
- Seattle Film Critics Society Awards[16],
- St. Louis Film Critics Association[17].